# Ostrolistec kopinatý

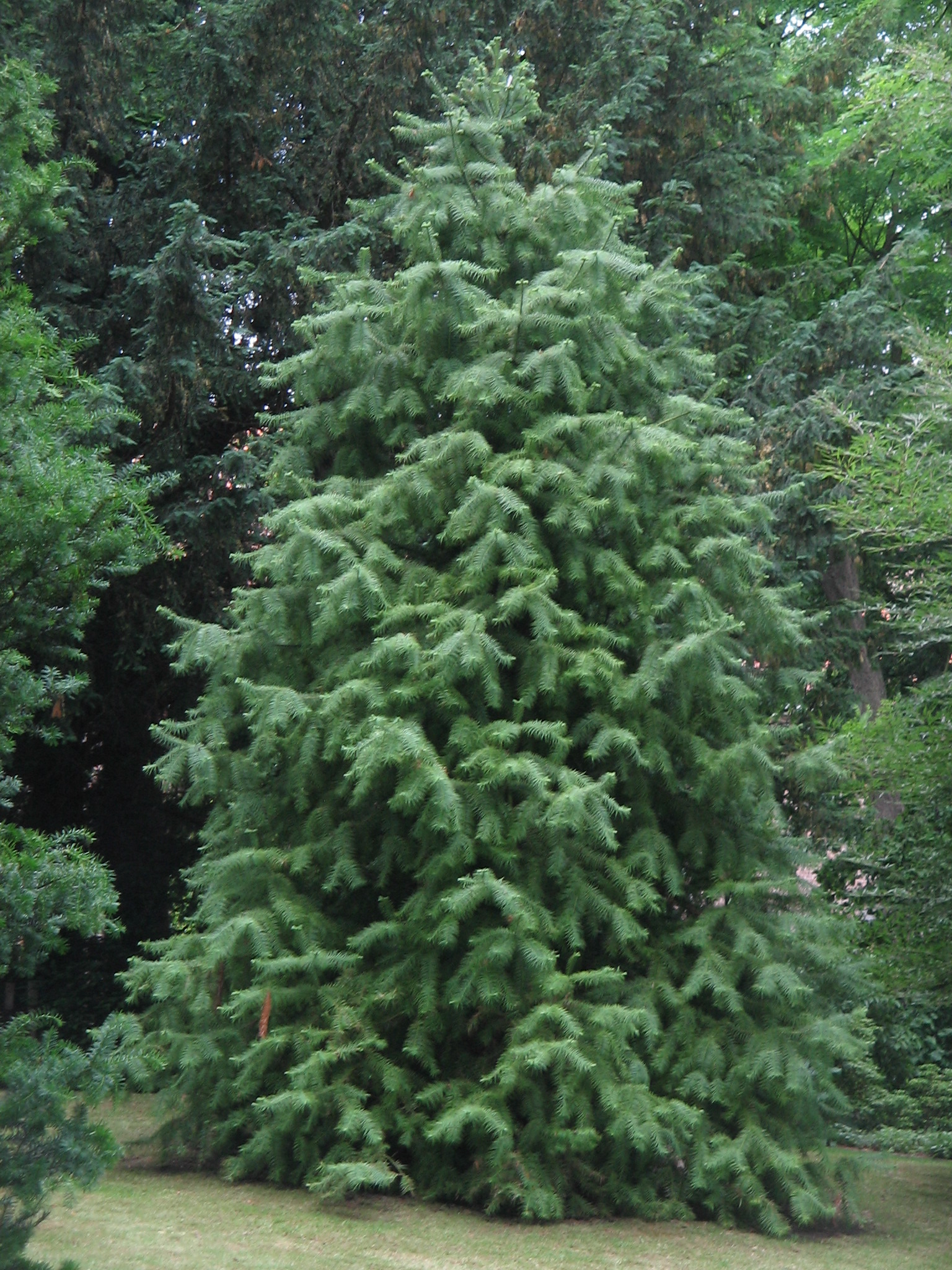
Kultivar 'Glauca'

Ostrolistec kopinatý (Cunninghamia lanceolata) je vzácný strom atraktivního vzhledu, jediný druh rodu ostrolistec. Vývojově starobylá rostlina je třetihorním reliktem a ve volné přírodě roste v jižní Číně, na Tchaj-wanu, v severním Vietnamu a Laosu.

## Ekologie
Roste ve vlhkých subtropických lesích, kde jsou téměř pravidelné vydatné srážky a zimní teploty tam jen krátkodobě klesají těsně pod bod mrazu. Roste ve středně těžké a spíše kyselejší půdě s dobrou drenáži a v prostředí s velkou vzdušnou vlhkostí v nadmořské výšce až 2000 m. Nejlépe mu prospívá stanoviště chráněná před silným větrem a s dostatkem slunečního svitu, v mládí se spokojí i s polostínem, nesnáší ale dlouhodobé vyschnutí půdy nebo zaplavení vodou a při přesazování se špatně ujímá. Je to dlouhověký strom, prvé šišky se u něj v domovině objevují asi v osmi létech.
Uvádí se rozdílně, že snáší mrazy od -18 °C až po -25 °C. Ve středoevropských podmínkách obvykle přežívají jedinci na místech chráněných před mrazy a zimními větry, nežijí však dlouho. Někdy se druh pěstuje v přenosných nádobách a stěhuje se do nemrznoucích míst, v Evropě většinou šišky nevytváří.
Nejvyšší strom rostoucí mimo Čínu se nachází v Kalifornii, je vysoký 32 m a průměr jeho kmene je 88 cm, v České republice roste v Liberci asi 40 let starý strom vysoký 10 m s korunu širokou 3 m.

## Popis
Stálezelený, neopadavý, jednodomý strom, který dorůstá (v ideálních podmínkách své domoviny) do výšky až 50 m, má výčetní tloušťku kmene blízkou 3 m a korunu širokou 10 až 25 m; ve středoevropských podmínkách obvykle bývá mnohem menší. Stará kůra na kmeni je hnědá, podélně rýhovaná a uvolňuje se v pásech pod kterými prosvítá mladá načervenalá kůra. Řídká koruna je kuželovitá, ve stáři nepravidelná a její větve částečně vyrůstají v přeslenech. Některý jedinec má tendenci vytvářet více kmenů.
Spirálovitě vyrůstající listy jsou úzce čárkovitě kopinaté a někdy srpovitě zahnuté, jsou tmavozelené a lesklé, silné a bývají dlouhé 30 až 70 mm a široké 1,5 až 5 mm. Na spodní straně mají dva světlejší pásky, střední žebro je nazelenalé, stomatální pruhy jsou oboustranně a v mnoha řadách, po obvodě mají na každé straně 20 až 90 drobných zoubků a vrcholek listu je zašpičatělý. Na větévkách jsou listy rozmístěny ve dvou řadách, před zimou se jejich sytě zelená barva mění na bronzovou. Listy bývají tvarově i barevně variabilní, závisí na jejich umístění na stromě i na množství slunečního svitu který na ně dopadá.
Žlutohnědé samčí šištice na 3 mm stopkách jsou podlouhle kuželovité, vyrůstají po 8 až 20 ve svazečcích na koncích letorostů. Žlutozelené samičí šištice vyrůstají osamoceně nebo až po čtyřech na koncích letorostů, při opylování jsou krátce cylindrické, asi 12 mm dlouhé a 8 mm tlusté, při zrání semen dostávají kulovitý tvar o průměru 30 až 40 mm a obsahují asi 15 mm velké plodní šupiny. Semena jsou tmavě hnědá, podlouhlá či úzce vejčitá, 5 × 4 mm velká a po stranách úzce křídlatá. K opylování dochází od ledna do května, semena dozrávají v srpnu až listopadu.

## Rozmnožování
Rozmnožuje se semeny, řízky nebo odnožemi vyrůstajícími z kořenů. Při množení řízky z postranních větviček vyrostou nepravidelné dřeviny spíše keřovitého charakteru. Pokud chceme vypěstovat rostliny vzhlednější, vybíráme výhonky koncové, které se tvoří místy na kmeni nebo i na větvích. Někteří dospělí jedinci poměrně silně odnožují kořenovými výmladky, z kterých lze vypěstovat nový strom. Nejhezčí pravidelné stromy však vyrostou ze semen.

## Taxonomie
U ostrolistce kopinatého jsou uznávány dva poddruhy nebo někdy dvě variety:
- Cunninghamia lanceolata (Lamb) Hook. subsp. lanceolata
- Cunninghamia lanceolata (Lamb) Hook. subsp. konishii (Hayata) Y. Fujita

Nominátní Cunninghamia lanceolata lanceolata má zespodu listu 16 až 18 řad průduchů a šišky bývají velké 2,5 až 4,5 × 2,5 až 4 cm. Cunninghamia lanceolata konishii má jen 7 až 15 řad průduchů a menší šišky o rozměrech 1,3 až 3 × 1,2 až 2,5 cm.

## Význam
Dřevo stromu Cunninghamia lanceolata je aromatické, má bílou až žlutou barvu a dobře se opracovává. Je měkké, ale odolné proti hmyzu i termitům a vyrábí se z něj nábytek, podlahy, lodě, sloupy veřejného osvětlení a různé dřevěné transportní obaly. V minulosti sloužila jeho kůra jako střešní krytina. Je jedním z nejdůležitějších rychle rostoucích stromů v Číně a používá se jako součást smíšených lesů při zalesňování holin v subtropických oblastech.
Pokud je pěstován jako okrasný strom, bývá vysazován do větších zahrad a parků, nevadí mu znečištěné městské ovzduší. Pro menší prostory byl vyšlechtěn kultivar 'Glauca', který je menšího, kompaktního vzrůstu, má našedlé jehlice a je i více mrazuvzdorný.

## Galerie

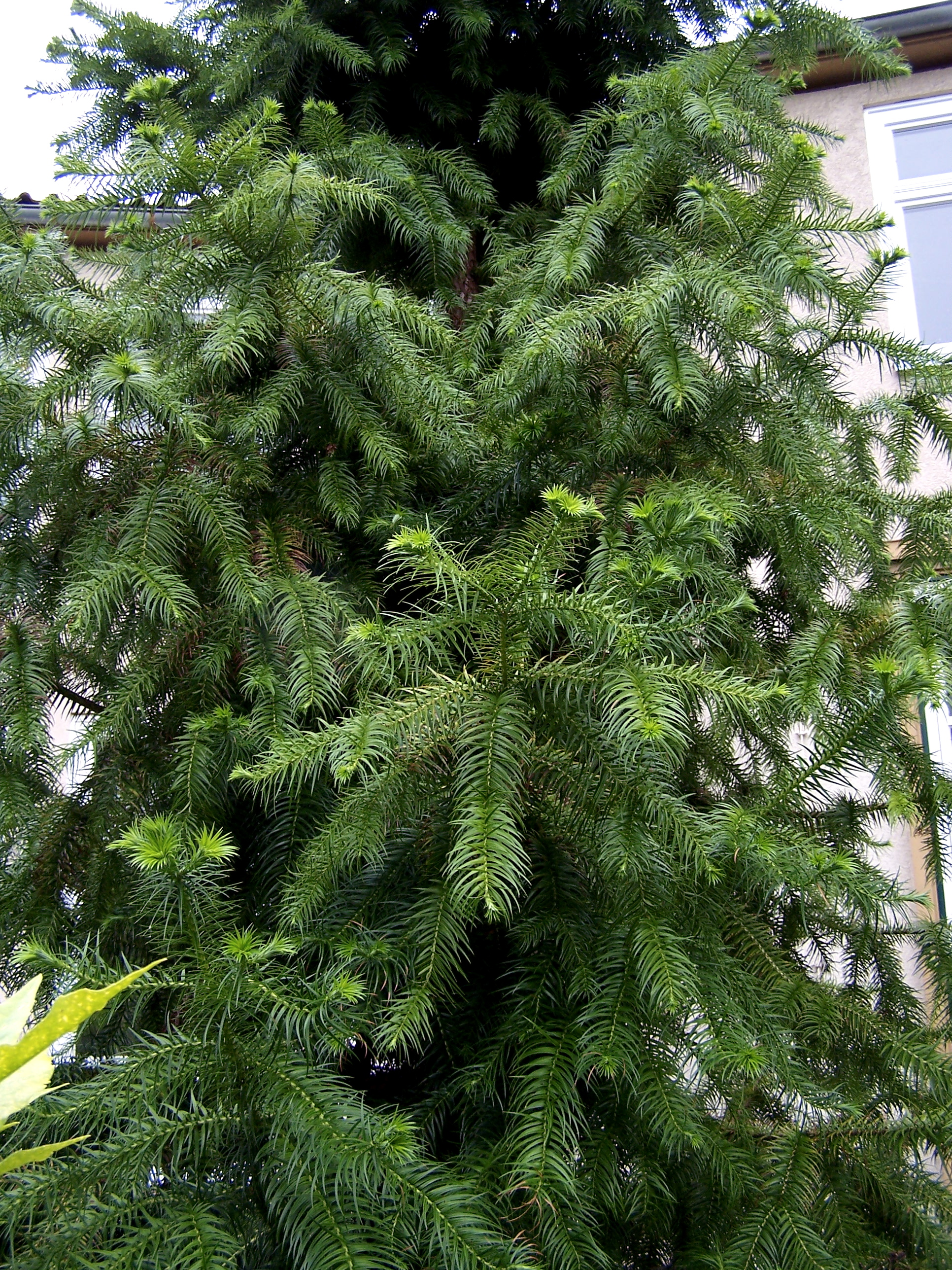
Mladé větvičky
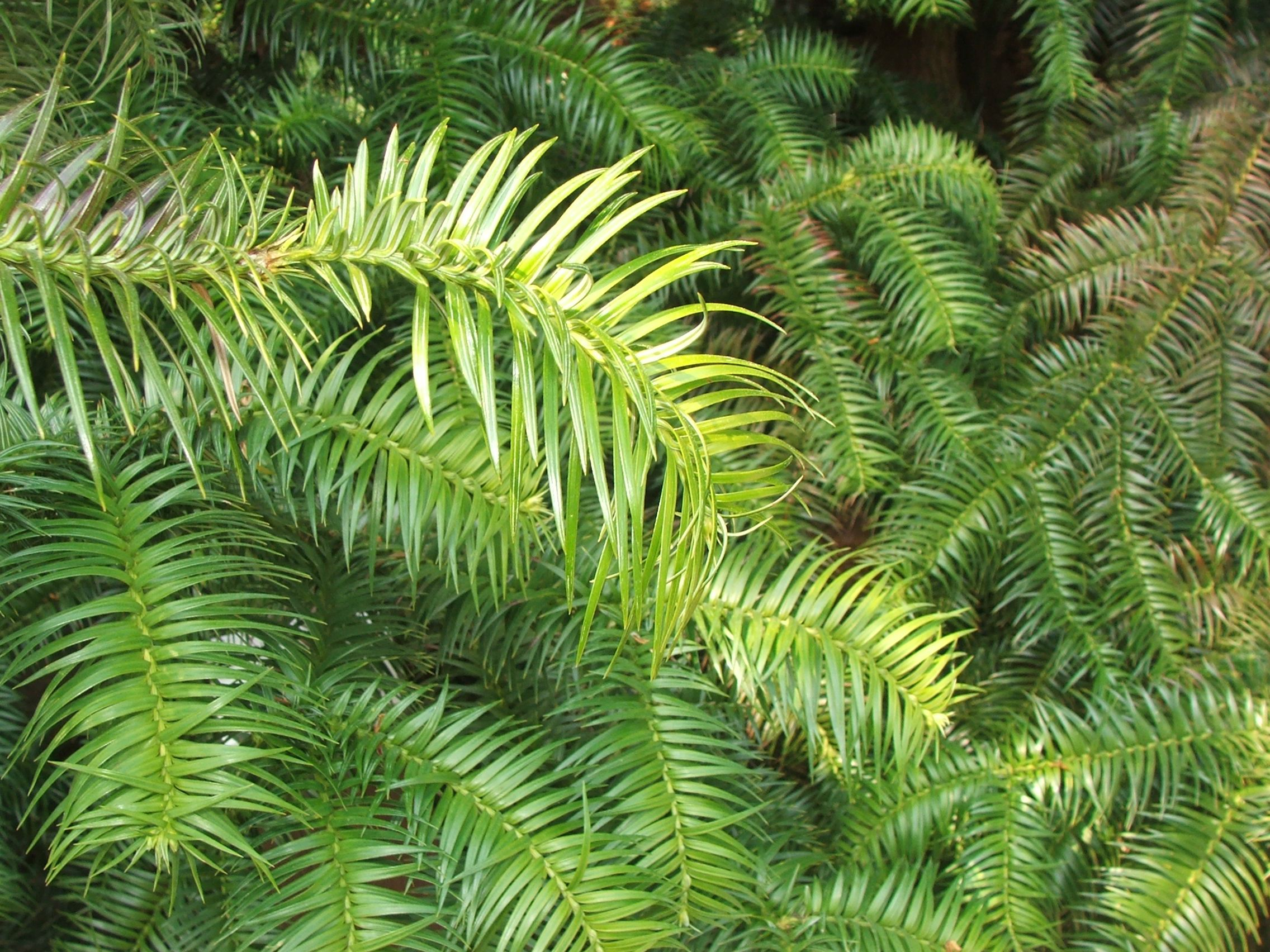
Listy
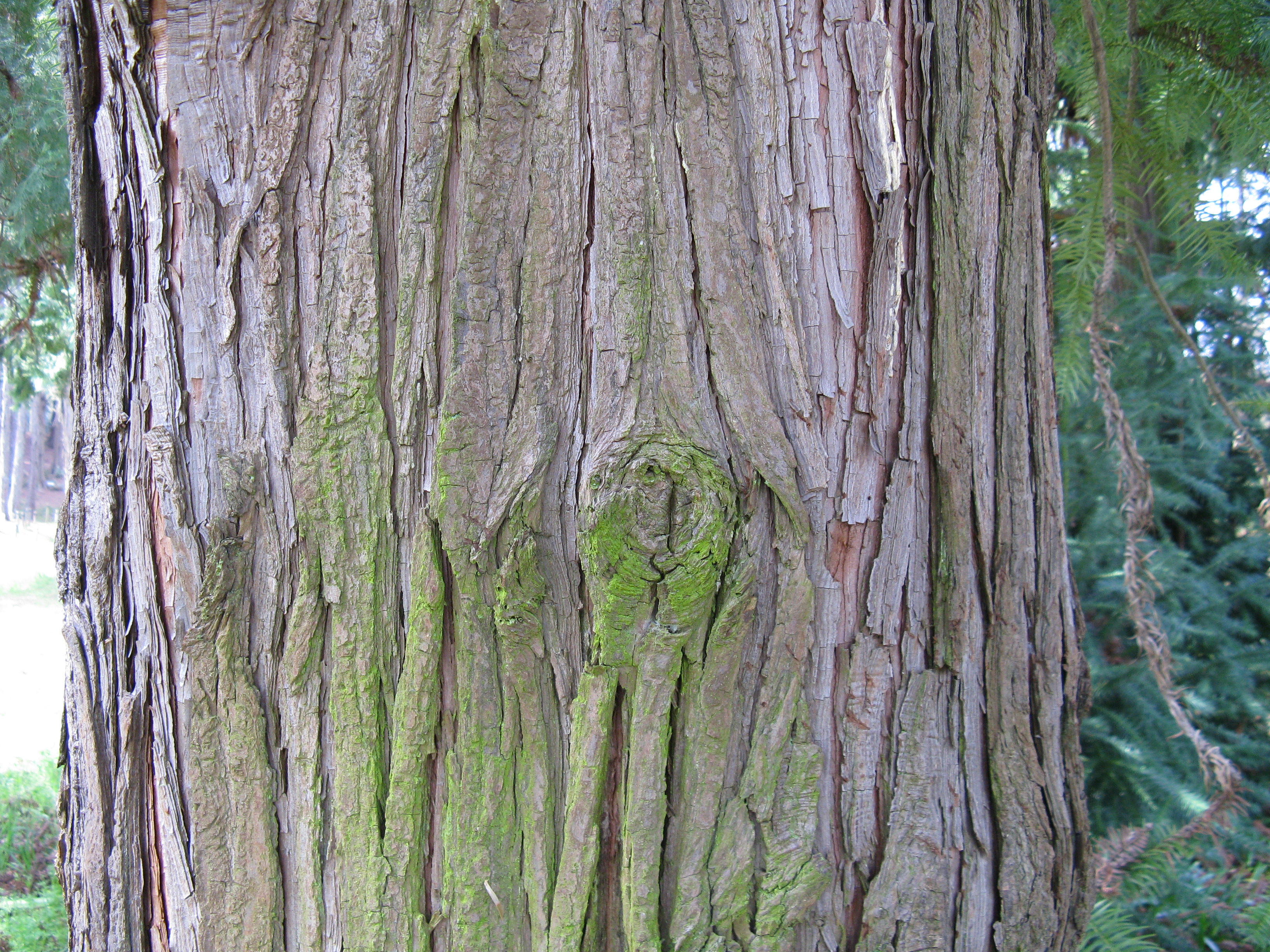
Kůra kmene
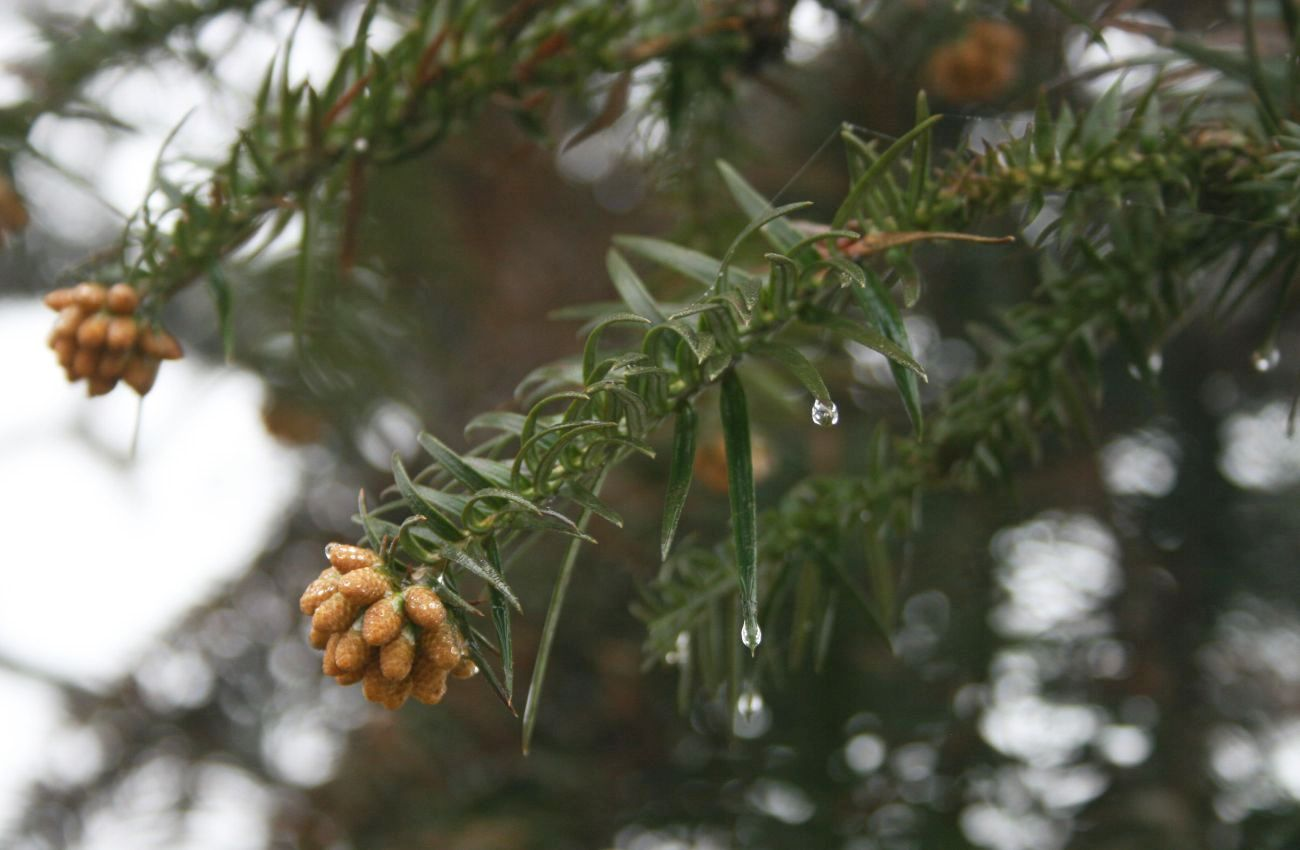
Samčí šištice
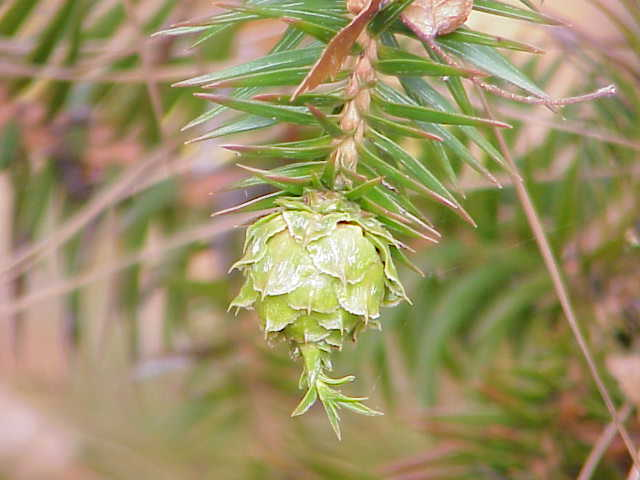
Samičí šištice
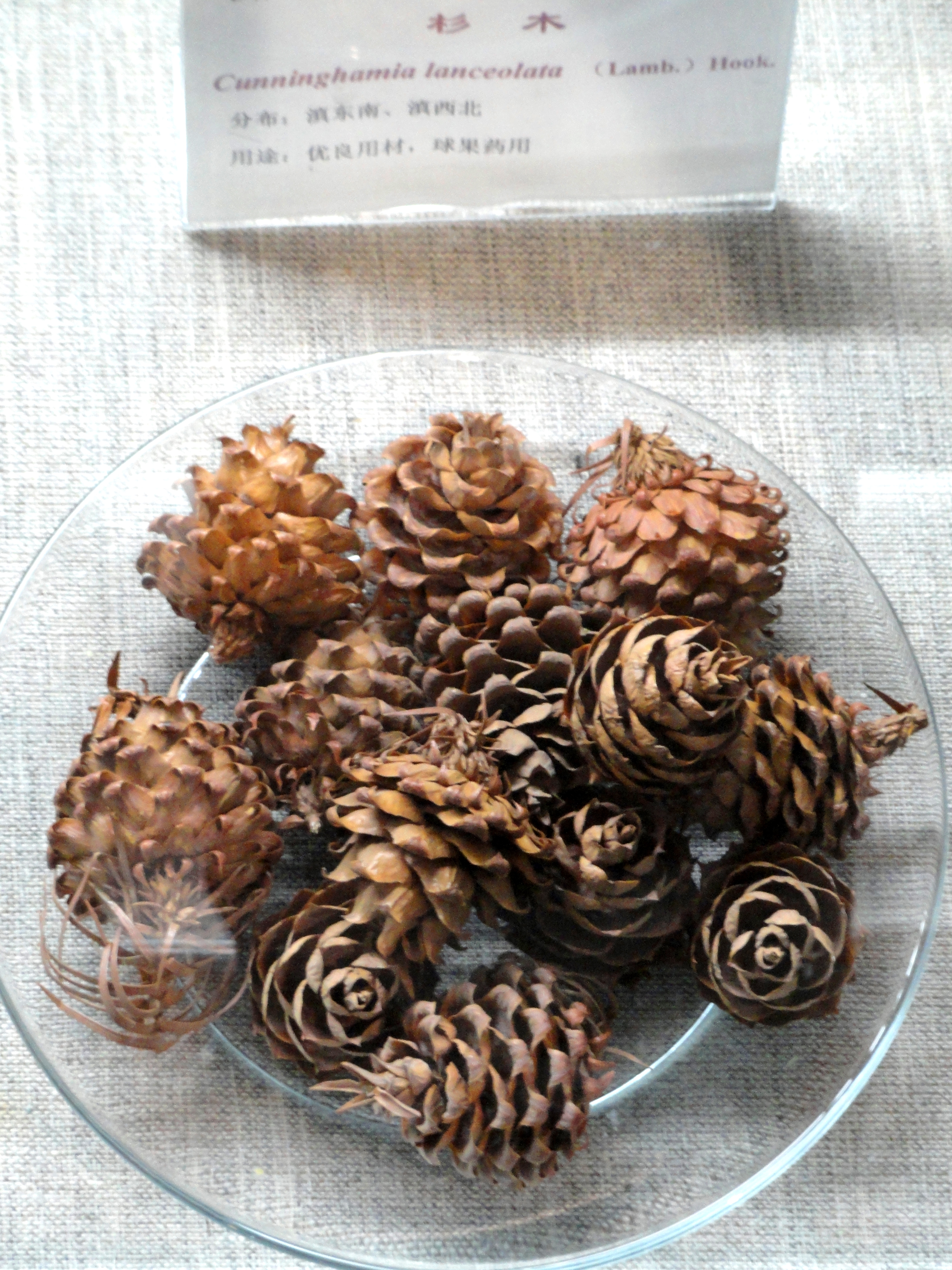
Zralé šišky
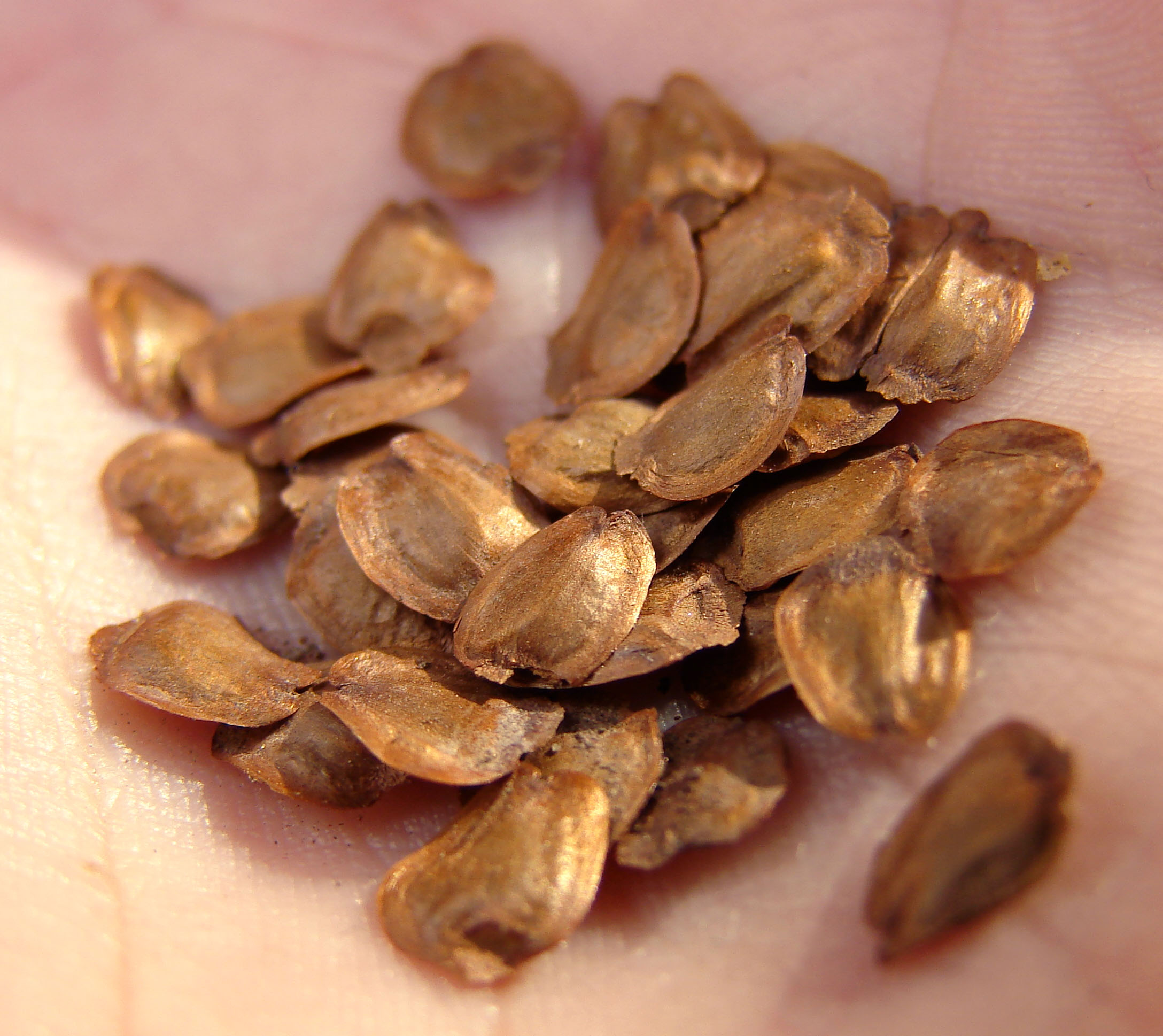
Semena